# 166 v.Chr.
166 v.Chr. is een jaartal volgens de christelijke jaartelling.

## Gebeurtenissen

### Palestina
- Judas de Makkabeeër verslaat de Seleuciden in de Slag bij Beth Horon. Een Grieks-Syrische leger (4.000 man) wordt in een hinderlaag gelokt en afgeslacht door de Joden.
- Judas verslaat wederom de Seleuciden in de Slag bij Emmaus, ten noorden van Jeruzalem. Het Griek-Syrische legerkamp wordt door de Joodse rebellen geplunderd.

### Perzië
- Antiochus IV Epiphanes begint een veldtocht tegen de Parthen, om verloren gebied van het Seleucidenrijk terug te heroveren.

### Italië
- Perseus van Macedonië overlijdt in ballingschap, zijn zoon Alexander groeit in Massa d'Albe op als wees en leert de Latijnse taal en wordt notaris.

### China
- Zhi Yu, koning van de Xiong Nu, valt het Chinese Keizerrijk binnen en plundert het keizerlijke paleis in Chang'an.
- Keizer Han Wendi sluit een verdrag met de Xiong Nu en stuurt elk jaar karavanen met brokaat, rijst en zijde, om de barbaren schatting te betalen.

## Geboren
- Quintus Caecilius Metellus Balearicus (~166 v.Chr. - ~100 v.Chr.), Romeins consul en censor

## Overleden
- Perseus van Macedonië (~212 v.Chr. - ~166 v.Chr.), laatste koning van Macedonië (46)